# Нещадим Микола Іванович
Микола Іванович Нещадим (нар. 12 лютого 1948, с. Новогригорівка Перша, Долинський район, Кіровоградська область) — український військовик, політичний діяч. Генерал-лейтенант (1999).  Доктор педагогічних наук професор, у 2005–2007 рр. — заступник Міністра оборони України.

## Біографія
Закінчив Київське вище військове інженерне училище зв'язку (1971), ад'юнктуру цього училища (1976). Працював на викладацькій роботі у військових навчальних закладах. Із створенням національних Збройних сил з грудня 1991 р. — начальник військово-навчальних закладів, з грудня 1993 р. — заступник, з квітня 1994 р. — перший заступник, з серпня 1997 р. — начальник Головного управління військової освіти. Травень 2001 р. — вересень 2004 р. — начальник Головного управління кадрової політики Міністерства оборони України. Автор понад 80 досліджень і наукових праць, монографії «Військова освіта України. Історія, теорія, методологія, практика», за якою автор у 2004 р. захистив докторську дисертацію. Нагороджений орденом Богдана Хмельницького III ступеня. Заслужений працівник освіти України.
У лютому 2010 року Нещадима Миколу Івановича було обрано головою партії «Громадянська позиція», яку було створено шляхом перейменування партії «Могутня Україна», що існувала з 2005 року. У червні того ж року партія «Громадянська позиція» повідомила міністерство юстиції про зміну мети діяльності та керівника об'єднання, яким став Анатолій Гриценко.